# رنگینک-ژیان‌مرغ کوتوله
رنگینک-ژیان‌مرغ کوتوله (نام علمی: Tyranneutes stolzmanni) نام یک گونه از سرده رنگینک-ژیان‌مرغ‌های کوچک است.